# Pelecanoides whenuahouensis
Pelecanoides whenuahouensis är en akut utrotningshotad och nyligen beskriven fågelart i familjen liror inom ordningen stormfåglar.

## Utbredning och systematik
Fågeln häckar enbart i ett smalt område med sanddyner på Codfish Island utanför Nya Zeeland. Utbredningsområdet utanför häckningstid är okänt, med ett möjligt fynd utanför New South Wales i Australien. Den beskrevs 2018 baserat på fenotypiska skillnader. Sedan 2019 urskiljs den som egen art av BirdLife International, IUCN och Handbook of Birds of the World. De flesta taxonomiska auktoriteter behandlar den dock som underart till brednäbbad dykpetrell (Pelecanoides georgicus).

## Status
Den kategoriseras av IUCN som akut hotad.